# Бразильская академия наук
Бразильская академия наук (порт. Academia Brasileira de Ciências (ABC))
— национальная академия наук Бразилии. Штаб-квартира расположена в Рио-де-Жанейро.
Независимая, неправительственная и некоммерческая организация, которая действует как научное общество и вносит свой вклад в изучение тем, имеющих первостепенное значение для бразильского общества.
Сосредоточена на научном, образовательном и социальном благополучии страны, а также на взаимодействии между бразильскими учеными и исследователями из других стран.
Академия издает два журнала (Anais da Academia Brasileira de Ciências e Pesquisa Antártica Brasileira) и еженедельный электронный бюллетень (Noticias da ABC), организует научные мероприятия, разрабатывает программы и учебные группы, поддерживает обмены с зарубежными научными академиями, а также с другими национальными и международными организациями. Эти мероприятия, направленные на популяризацию науки, делают ресурсы доступными для академического сообщества.
Основной целью ABC является продвижение научного качества и развитие бразильской науки. Основной характеристикой ABC является ее надинституциональный характер и разнообразие областей интересов ее членов. Эти полномочия дают ему право обсуждать и предлагать новые решения научных и социально-экономических проблем, которые требуют междисциплинарного подхода, его самой важной миссии на будущее.
Академия получает взносы от своих индивидуальных и корпоративных членов и финансовую поддержку от государственных учреждений. Бразильская академия наук, в настоящее время насчитывающая в общей сложности более 900 членов, является одной из старейших ассоциаций ученых в стране и признана самой престижной из этих организаций.

## История
Основана в 1916 году 27 учёными. В 1970-е годы Академия получила значительную финансовую поддержку от федерального правительства, что позволило ей расширить свою деятельность и участвовать в важных национальных и международных программах.
Деятельность Академии координирует Совет, состоящий из президента, вице-президента, шести региональных вице-президентов и пяти директоров, избираемых каждые три года Титулярными членами палаты с возможностью переизбрания.
На трехлетний период с 2022 по 2025 год в состав избранного Совета директоров сейчас входят:
- Президент — Хелена Бончиани Надер
- Вице-президент — Джейлсон Биттеркур де Андраде

Членами академии являются известные бразильские и зарубежные учёные, такие как американский физик китайского происхождения Янг Чжэньнин, французские физики Пьер-Жиль де Жен и Клод Коэн-Таннуджи, американский агроном Норман Борлоуг и американский химик Карл Джерасси.